# Avenue of Honour

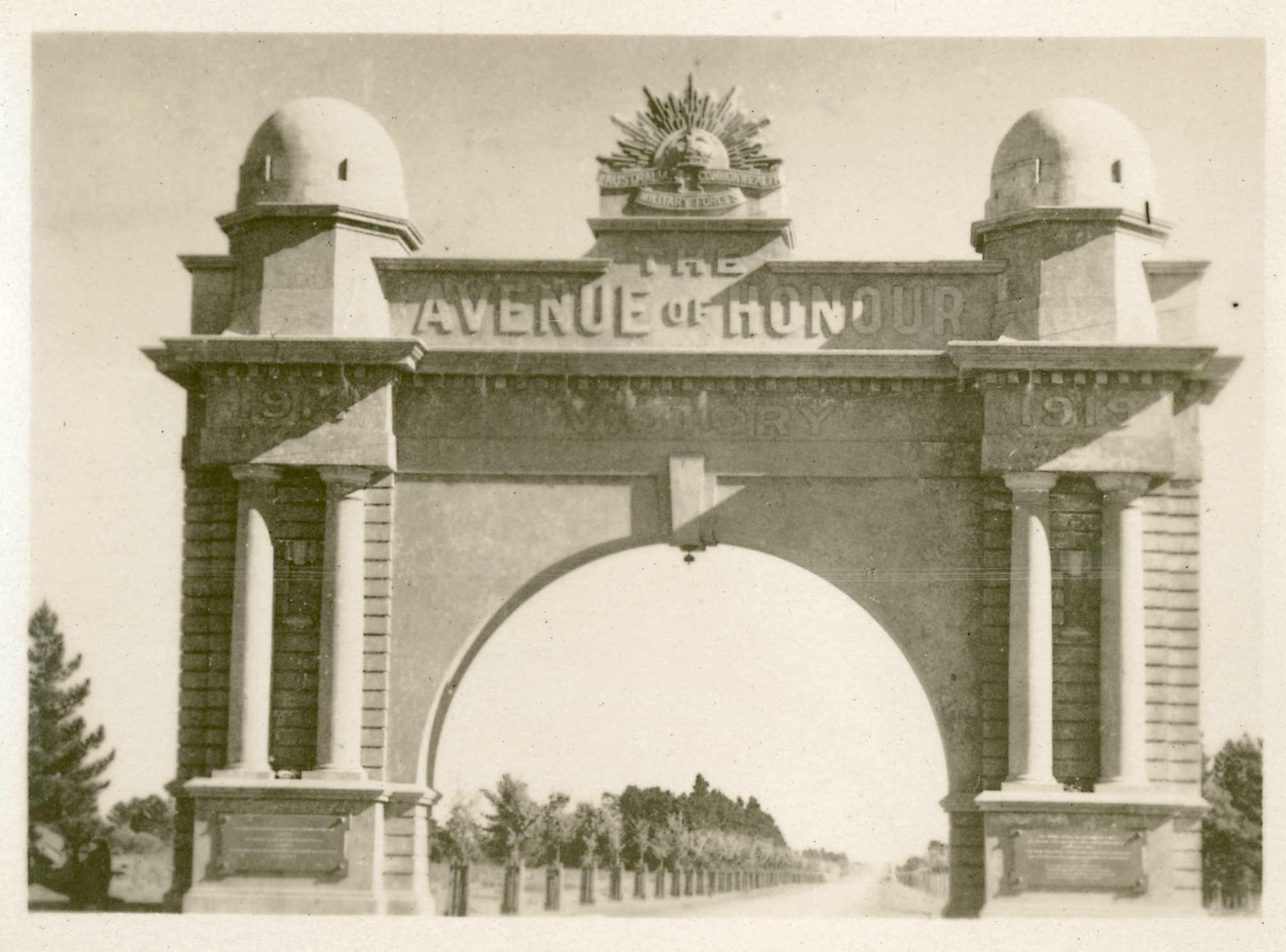
Siegestor „The Avenue of Honour“ in Ballarat mit den erkennbar angepflanzten Bäumen

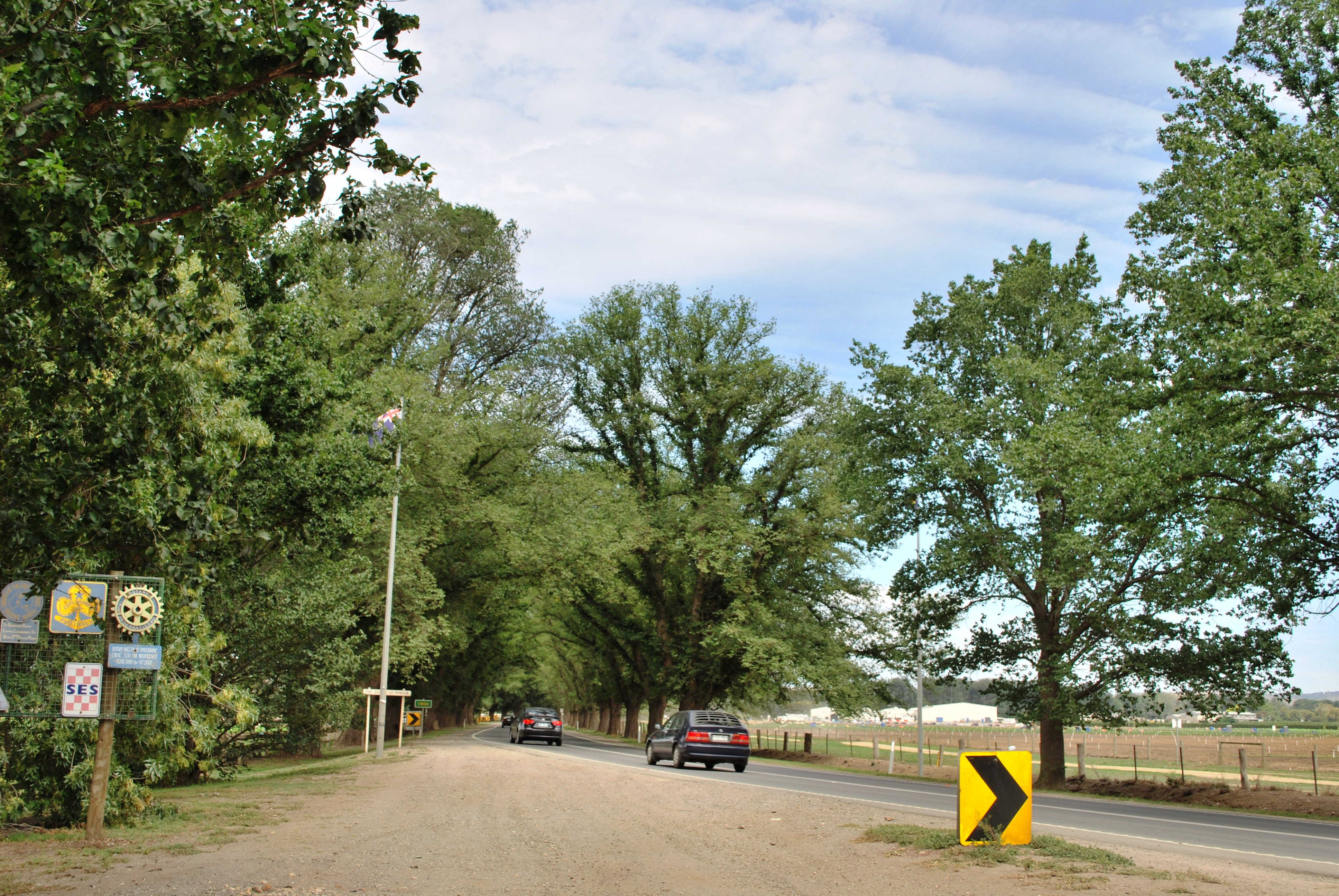
Avenue of Honour in Bacchus Marsh in Victoria, deren Bäume 1918 gepflanzt wurden.

Die Avenues of Honour (deutsch: Alleen der Ehre) sind in Australien eine besondere Form der Mahnmale. Es handelt sich um Baumreihen an Wegen und Straßen, an denen für Gefallene des Ersten Weltkriegs Bäume gepflanzt wurden. Jeder Baum symbolisiert einen Gefallenen.

## Geschichte
In Victoria entstand im Jahre 1917 die erste und größte Avenue of Honour in Ballarat, die Ballarat Avenue of Honour. Von dieser Avenue aus verbreitete sich diese Idee auf den Central Highlands um Ballarat, und es wurden 128 derartige Mahnstätten von 1917 bis 1921 mit Bäumen bepflanzt. 
Die längste Avenue of Honour erstreckt sich auf 22 Kilometer mit 3.771 Bäumen entlang der Ballarat-Burrumbeet Road von Ballarat. Vor den Bäumen wurden bronzene Namensplaketten der Soldaten angebracht. Diese fehlen heute größtenteils. Am 3. Juni 1917 wurden die ersten 1.000 Bäume und am 16. August 1919 der letzte Baum gepflanzt. Die Bäume wurden in einem regelmäßigen Abstand zueinander auf beiden Seiten der Straße eingesetzt. Verwendet wurden 23 Baumarten, wobei jeweils 50 Bäume, je 25 auf jeder Straßenseite, gruppiert sind. Später wurden 100 Bäume einer Art zu je 50 auf der jeweils gegenüber liegenden Straßenseite gepflanzt. Die Kosten für die Bäume betrugen damals etwas mehr als £ 2,000. 
Der Grundstein für ein bogenförmiges Siegestor aus Ziegelsteinen wurde am Anfang der Avenue am 7. Februar 1920 gelegt und das Tor am 2. Juni 1920 eingeweiht. Am ANZAC Day im Jahre 1921 wurden zwei erbeutete deutsche Kanonen am Siegestor aufgestellt. Ein provisorisches steinernes Mahnmal und ein Erinnerungskreuz am westlichen Ende der Avenue bei Learmonth wurden 1936 errichtet, die 1959 in dauerhaft erneuert wurden. Im Jahre 1954 sind zur Erinnerung an die Armee, die Kriegsmarine und  Luftwaffe im Zweiten Weltkrieg zwei Tafeln aus Granit am Siegestor befestigt worden, und die Malerei wurde 1985 erneuert. 
In den 1970er und 1980er Jahren wurden zahlreiche Bäume entfernt, weil neue Straßen und Wege angelegt wurden, die von der Avenue abzweigen. Es wurden aber auch Bäume ersetzt. Da diese Baumreihe einen Teil der australischen Kulturgeschichte darstellt, wurden 3.091 der Bäume der Ballarat Avenue of Honor am 15. Dezember 1988 im National Trust of Australia (Victoria) gelistet.
Weitere Orte, in denen es Avenues of Honour in Victoria gibt, sind beispielsweise Bacchus Marsh, Booroopki, Lysterfield, Lakes Entrance, Woodend North und Buchan South. Es gibt auch einzelne Avenues of Honour in New South Wales und Western Australia, wie z. B. in Cowra und Albany.
In Tasmanien gibt es etwa 40 Avenues of Honour für gefallene tasmanische Soldaten des Ersten Weltkriegs. Eine der bekanntesten befindet sich in Hobart, die Soldiers Memorial Avenue mit 520 Bäumen. Von den ursprünglich gepflanzten Bäumen sind noch 350 Bäume erhalten, die anderen wurden nachgepflanzt. An diesen Bäumen werden Blumen niedergelegt, und jeden Monat wird ein „Soldat des Monats“ geehrt, der auf der Webseite dieses Friedhofs vorgestellt wird. Dort wird auch jeweils ein Brief dieses Soldaten, beispielsweise an seine Eltern, veröffentlicht.
Australien stellte 330.000 Soldaten im Ersten Weltkrieg, wovon 53.993 in Kampfhandlungen fielen und 137.013 verwundet wurden. Australien hatte von allen Verbündeten in Bezug zur Bevölkerungszahl die meisten Gefallenen zu beklagen. 15.485 Soldaten aus Tasmanien wurden im Ersten Weltkrieg eingesetzt, davon wurde etwa die Hälfte verwundet und 2.432 fielen.

## Gefallenenehrung
Jedes Jahr findet am 25. April in Erinnerung an den Kriegseintritt von Australien und Neuseeland der ANZAC Day des Australian and New Zealand Army Corps (ANZAC) mit großen Feiern statt. Der 25. April 1915 ist der Tag, an dem das ANZAC in die Schlacht von Gallipoli an den Dardanellen an der Seite der Entente in den Krieg eintrat. Dort erlitten die Kräfte der ANZAC erhebliche Verluste an Menschen: 8.709 australische und 2.701 neuseeländische Soldaten fielen, 19.441 australische und 4.852 neuseeländische Soldaten wurden verwundet.